# Léonid Beaudragon
Léonid Beaudragon est un personnage de bande dessinée qui donne son nom à une série écrite par Jean-Claude Forest et illustrée par Didier Savard.

## Léonid Beaudragon
Célèbre détective-chasseur de spectres, cet élégant quadragénaire en redingote à monocle cache une intrépidité sans faille sous son apparence ringarde et son épaisse tignasse rousse. La série parut d'abord dans Okapi.
Sa première aventure l'emmène enquêter dans un pavillon de banlieue abandonné, hanté par un effrayant fantôme chinois armé de son sabre.
Il part ensuite au Canada délivrer sa secrétaire, prise en otage par des Amérindiens inquiets de la réapparition d'un esprit maléfique.
Après avoir résolu le mystère d'une forêt taillée en forme de labyrinthe, Beaudragon se lance à la recherche d'un dugong ou lamantin.

## Autres personnages
- Sonia-Solange : secrétaire de Beaudragon. Belle et intelligente, c'est souvent elle qui résout les énigmes. Follement amoureuse de son patron.

## Albums
1. Le Fantôme du Mandchou fou, Bayard Editions, 1986 ; Alpen Publishers, 1990. Alfred moins de 12 ans au festival d'Angoulême[1]
2. La Nuit des totems, Alpen Publishers, 1990.
3. Le Scaphandrier du lundi, Alpen Publishers, 1992.